# Езидское письмо
Езидское письмо (также езидская письменность или езидский алфавит; ) — один из алфавитов, используемый для письма на курдском языке.
Известны две езидских рукописи религиозного содержания, написанные езидским письмом. Время их написания является предметом дискуссии — называются как XI—XII, так и XVII века. Кроме того, ряд специалистов считает эти рукописи подделкой XIX века. Рукописи были впервые опубликованы в 1911 году. По оценкам исследователей езидское письмо является развитием несторианского либо яковитского письма, имея семитскую основу.

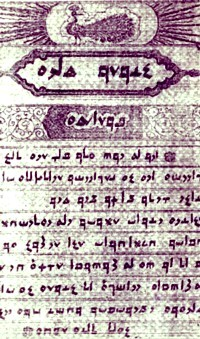
Страница из рукописи «Кетебе Джилве», выполненная езидским письмом

В 2013 году Духовный совет езидов Грузии принял решение о возрождении езидского письма. С этой целью письмо езидских рукописей было реформировано — добавлено несколько новых знаков, а ряд ранее использовавшихся из алфавита исключён. Ныне реформированный езидский алфавит используется в религиозной практике в езидском храме в Тбилиси, а в 2018 году на нём вышел сборник молитв.